# Lestes nigriceps
Lestes nigriceps är en trollsländeart som beskrevs av Fraser 1924. Lestes nigriceps ingår i släktet Lestes och familjen glansflicksländor. IUCN kategoriserar arten globalt som otillräckligt studerad. Inga underarter finns listade i Catalogue of Life.